# ریشه‌های تغییر اقلیم

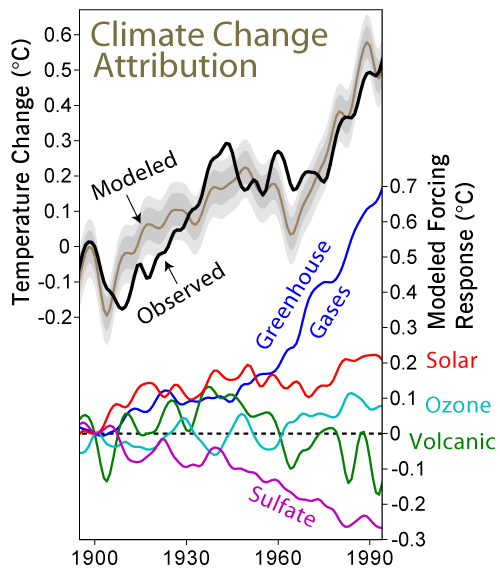
تغییرات اخیر اقلیم

تلاش‌هایی که برای تعیین علمی و مشارکت مکانیسم‌های دخیل در گرمایش جهانی و تغییرات اقلیمی مربوط به آن روی کره زمین انجام گرفته به این نتیجه ختم شده است که عامل این مشکل، افزایش مقادیر گازهای گلخانه‌ای تولید شده در اثر فعالیت‌های انسانی به همراه نیروهای طبیعی که باعث تنوع در آن می‌شوند، است. میزان افزایش دمای هوای سطح زمین که انسان مسئول آن است در بازه سال‌های ۲۰۱۰ تا ۲۰۱۹ در مقایسه با این مقدار در حدفاصل سال‌های ۱۹۰۰-۱۸۵۰، C˚ 8/0 به ˚C 3/1 است، که تخمین بهتر آن ˚C 07/1 می‌باشد. 
بر اساس اعلامیه هیئت بین دولتی تغییر اقلیمی (IPCC) در سال ۲۰۲۱، این موضوع که انسان از زمان پیش از صنعتی شدن باعث گرم‌تر شدن اتمسفر، اقیانوس، و زمین شده است، کاملا مشهود است. پژوهش‌هایی که روی مشارکت موارد مختلف انجام شده است روی تغییرات مشاهده شده در طی دوره ثبت دستگاهی دما متمرکز بوده‌اند، خصوصا در ۵۰ سال گذشته. این همان دوره‌ای است که فعالیت انسانی بیشترین سرعت رشد را داشته‌اند و امکان مشاهده اتمسفر بالای سطح زمین فراهم شده است. برخی از اصلی‌ترین فعالیت‌های انسانی که منجر به گرم‌شدن زمین می‌شوند عبارتند از:
- افزایش غلظت گازهای گلخانه‌ای به دلیل اثر گرمایشی آن‌ها
- تغییرات سطح زمین در سطح جهانی، مانند از بین رفتن جنگل‌ها، به دلیل اثر گرمایشی آن‌‌ها

- افزایش غلظت آئروسول‌ها در اتمسفر، عمدتا به دلیل اثر سرمایشی آن‌ها

علاوه بر فعالیت‌های انسانی، برخی از مکانیسم‌‌های طبیعی نیز قادر به ایجاد تغییرات اقلیمی هستند، برخی از آن‌ها عبارتند از نوسانات آب و هوایی، تغییر در فعالیت خورشید، و فعالیت آتشفشانی.
چندین خط شواهد از نسبت دادن تغییرات آب و هوایی اخیر به فعالیت های انسانی حمایت می کنند:
- درک فیزیکی سیستم آب و هوایی: غلظت گازهای گلخانه‌ای افزایش یافته و خصوصیات گرمایشی آن‌ها نیز به خوبی نمایان شده است.
- حدسیات تاریخی از تغییرات اقلیمی در گذشته نشان می‌دهد که تغییرات اخیر در دمای جهانی سطح زمین غیر معمول است.
- مدل‌‌های آب و هوایی کامپیوتری قادر به تکرار گرمایش مشاهده شده نیستند مگر این‌که انتشار گازهای گلخانه‌ای توسط انسان نیز در آن گنجانده شود.
- نیروهای طبیعی به تنهایی (مانند فعالیت خورشیدی یا آتشفشانی) نمی‌توانند گرمایش مشاهده شده را توجیه کنند.[۵][۶][۷]

## مشارکت‌‌های کلیدی

### گازهای گلخانه‌ای
گاز کربنیک به صورت طبیعی به عنوان بخشی از چرخه کربن توسط تنفس حیوانات، گیاهان، فوران آتشفشان‌ها و تبادلات اقیانوس-اتمسفر، جذب و منتشر می‌شود. فعالیت‌های انسانی مانند سوزاندن سوخت‌های فسیلی و تغییر کاربری زمین‌ها (پایین را ببینید)، آزادسازی مقادیر زیاد کربن به اتمسفر، باعث افزایش غلظت CO2 در اتمسفر می‌شوند. 
اندازه‌‌گیری‌های دقیق غلظت گاز کربنیک در اتمسفر که توسط چارلز دیوید کیلینگ در سال ۱۹۵۸ آغاز شد آغازگر ثبت تغییرات ایجاد شده در ترکیب اتمسفر بود. این داده‌ها به عنوان شواهدی از تاثیر فعالیت‌های انسانی روی ترکیب شیمیایی اتمسفر جهانی، از جایگاه نمادینی در علم تغییرات اقلیمی برخوردارند. 
در می سال ۲۰۱۹، غلظت گاز کربنیک در اتمسفر به ppm ۴۱۵ رسید. آخرین باری که این غلظت به این سطح رسیده بود در ۳/۵-۶/۲ میلیون سال قبل بوده است. بدون دخالت انسان، این رقم ppm ۲۸۰  است.

### کاربری زمین
تغییر اقلیمی به دو دلیل به استفاده از زمین مربوط می‌شود. در حدفاصل سال‌های ۱۷۵۰ تا ۲۰۰۷، در حدود دو سوم انتشارات گاز کربنیک در نتیجه فعالیت‌های انسانی در اثر سوزاندن سوخت‌های فسیلی ایجاد شده بود و یک سوم آن نیز حاصل تغییر در کاربری زمین‌ها و به خصوص جنگل‌زدایی بود. از بین بردن جنگل‌ها هم باعث کاهش میزان دی‌اکسید کربن جذب شده توسط منطقه می‌شود و هم به طور مستقیم به دلیل سوزاندن بیومسی که در جریان این کار انجام می‌شود باعث انتشار گازهای گلخانه‌ای و آیروسل‌ها می‌گردد. 